# Sulayman Bey II
Sulayman Bey II o II. Süleyman Bey fou emir (? (d. 1320)-1332/1333) dels ashràfides o Eşrefoğlu de Beyşehir, feudataris dels sultans seljúcides de Konya (que, de fet, ja només conservaven un poder nominal).
El seu pare, Mubariz al-Din Muhammad Bey, va morir en una data desconeguda posterior al 1320 —darrer any en què consta viu—, i Sulayman el va succeir en el càrrec d'emir de Beyşehir. És probable que la successió es donés ben avançada la dècada dels 1320, ja que ens consta que Sulayman va tenir un govern relativament curt.
En aquells moments el poder il-kànida a Anatòlia començava a declinar i alguns governadors s'havien revoltat i altres actuaven de fet com a independents. Timurtaş Coban o Timurtash Coban, fill de l'emir i governador general dels il-kànides, Çoban o Choban, va ser enviat a la zona com a governador. Com a demostració de força i per induir els emirs anatòlics a la submissió més completa, Timurtaş va ocupar Konya que des de feia poc pertanyia als karamànides o Karaman-oğlu, que se n'havien apoderat (vers 1325?) 
Vers 1332/1333 va anar a Beyşehir on va derrotar i va fer presoner a Sulayman Bey II i va tirar el seu cos al llac de Beyşehir, després de ser torturat salvatgement. El Saldjuk-nama ofereix com a data de la seva mort el 9 d'octubre de 1326, sembla que es tracta d'un error i és més probable que morís l'any 722 de l'Hègira (1332/1333), tal com ens informa el Takwim -i nudjuni, però en aquest cas és impossible que fou fet presoner i mort per Timurtash Coban, que havia mort el 1328.
A la seva mort, les seves possessions van passar ràpidament en part a Hamid, dels Hamitoğlu o Hamidoğlu, i en part als karamànides o Karamanoğlu.